# Tuyển dụng song song tân cử nhân

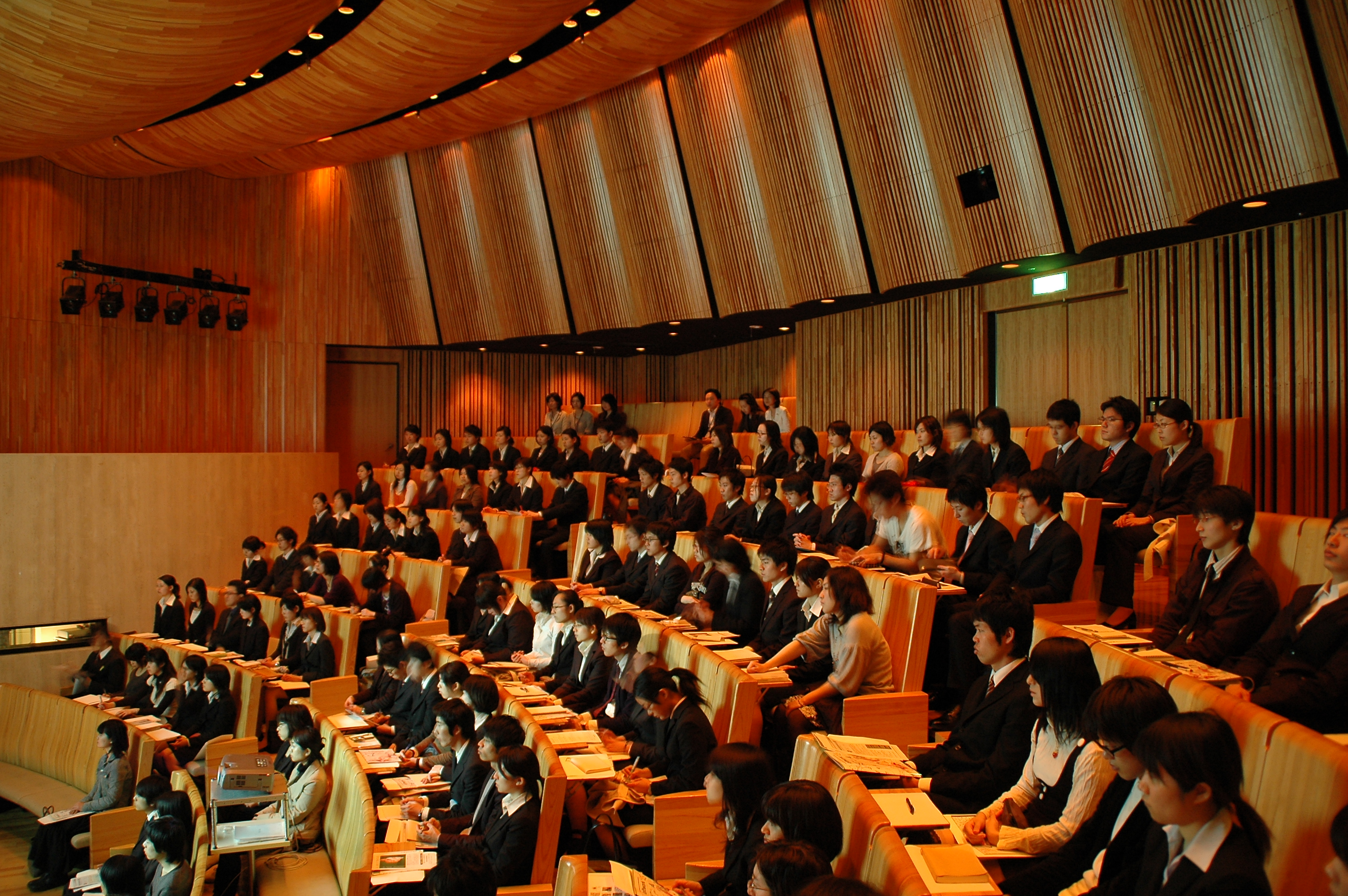
Một buổi phổ biến thông tin về công ty dành cho các tân cử nhân tại Nhật Bản. Các doanh nghiệp lớn của Nhật có xu hướng tổ chức ra các buổi truyền đạt như thế này vốn chỉ nhắm đến sinh viên của các trường đại học có uy tín nhất định.

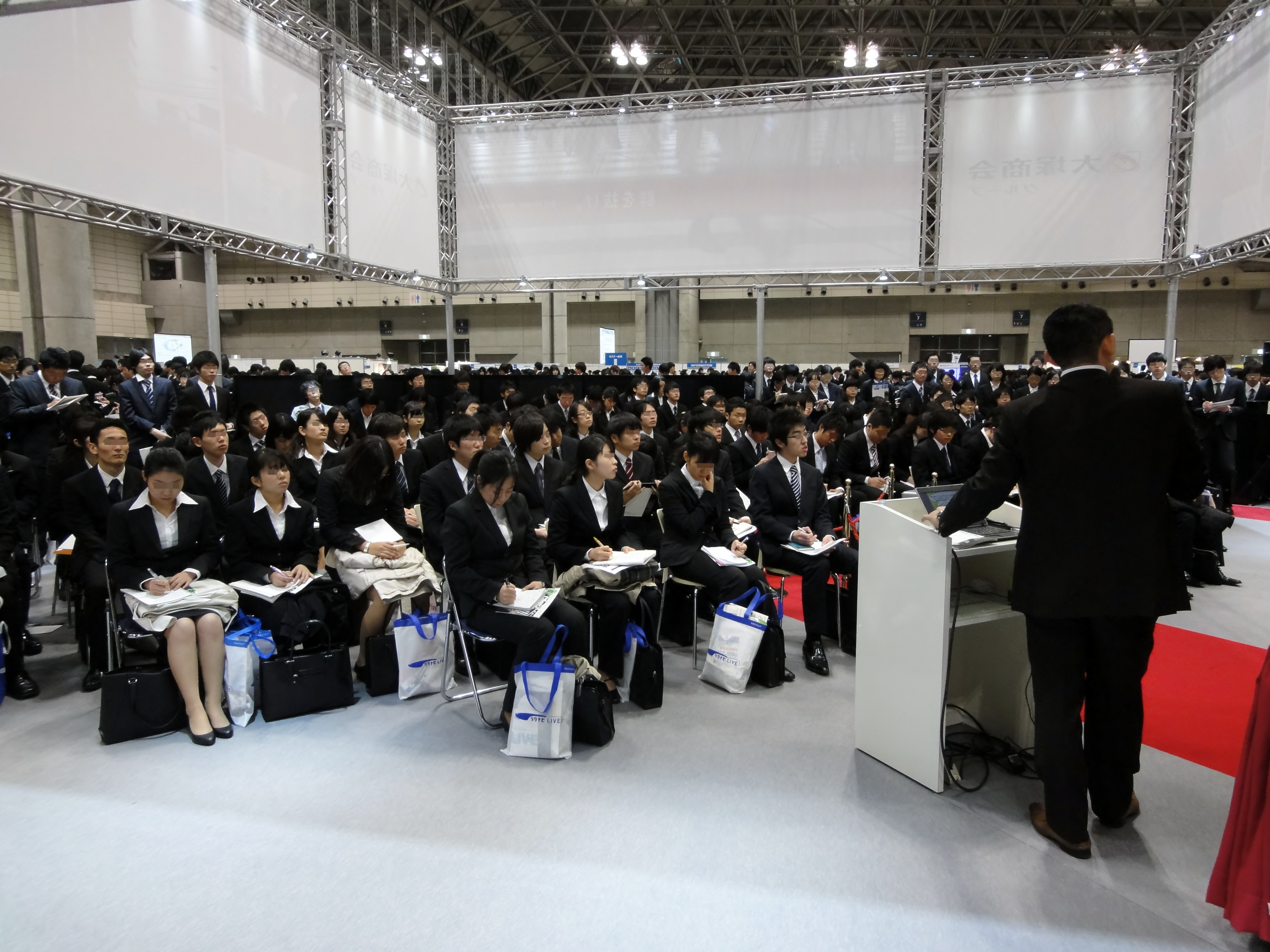
Một buổi truyền đạt thông tin dành cho các sinh viên mới ra trường tại Nhật Bản.

Tuyển dụng song song tân cử nhân hay tuyển dụng định kỳ tân cử nhân (新卒一括採用 Shinsotsu-ikkatsu-saiyō) là truyền thống ở các doanh nghiệp Nhật Bản trong đó các cơ quan, đơn vị sẽ thu nhận đồng loạt các tân cử nhân mới tốt nghiệp Đại học. Truyền thống này cũng được thực hiện tại Hàn Quốc cho đến khi bị buộc phải chấm dứt do chính phủ ban hành luật chống phân biệt tuổi tác vào năm 2010. Năm 2018, Liên đoàn Doanh thương Nhật Bản (Keidanren) ra tuyên bố rằng 1.600 doanh nghiệp thành viên, vốn đại diện cho phần lớn các công ty kinh doanh lớn của Nhật, sẽ không cần thiết phải duy trì truyền thống này nữa kể từ năm 2020 trở đi.